# Josip Valčić
Josip Valčić (ur. 21 kwietnia 1984 w Zadarze) – chorwacki piłkarz ręczny, reprezentant kraju, występuje na pozycji lewego rozgrywającego. Jego bratem jest Tonči Valčić, także reprezentant Chorwacji w piłce ręcznej.

## Życiorys
Praktycznie całą karierę spędził w klubie RK Zagrzeb, z wyjątkiem lat 2001-2003 oraz sezonu 2010/2011 podczas którego występował w Bundeslidze, w drużynie VfL Gummersbach.
11 czerwca 2010 w trakcie meczu sparingowego z Polską w Kielcach, ok. 10 minuty spotkania, przypadkowo uderzył kciukiem w lewe oko reprezentanta Polski Karola Bieleckiego, wskutek czego doszło do pęknięcia gałki ocznej u polskiego szczypiornisty. Początkowo Bielecki ogłosił, iż kończy karierę. Chorwacki zawodnik długo nie mógł się pozbierać po tym dramatycznym wydarzeniu. Podczas rozmowy z jednym z redaktorów „Przeglądu Sportowego” nie ukrywał, że jest „kompletnie rozbity psychicznie”. Po meczu prawdopodobnie został w hotelu i do późnych godzin nocnych pił alkohol w tamtejszym barze, przez cały czas płacząc.
W 2018 zakończył karierę sportową.

## Osiągnięcia

### klubowe
- 2004, 2005, 2006, 2007, 2008, 2009, 2010: Mistrzostwo Chorwacji
- 2004, 2005, 2006, 2007, 2008, 2009, 2010: Puchar Chorwacji
- 2011: Puchar Zdobywców Pucharów